# Неистовый Роланд (опера Вивальди)
«Неистовый Роланд» (итал. Orlando Furioso; RV 728) — опера-сериа в 3 актах Антонио Вивальди на либретто Грацио Браччьоли. Считается одной из лучших опер Вивальди, сочетает черты барокко и классицизма. Точная дата первой постановки уточняется, однако достоверно известно, что музыка к опере была написана композитором в течение осени 1724 года, а премьера состоялась в ноябре того же года в венецианском театре Сан Анджело.

## История создания и постановок
Либретто «Неистового Роланда» Грацио Браччьоли, основанное на одноимённой рыцарской поэме Людовико Ариосто, было не первым либретто, написанным по мотивам поэмы. Ранее уже были «Il palazzo incantato» (либретто за авторством Клемента IX) и «La liberazione di Ruggiero dall’isola d’Alcina» (либретто за авторством Фердинандо Саракинелли). Литературный источник содержит две основные сюжетные линии — историю рыцаря Роланда, потерявшего рассудок из-за насчастной любви, и историю его друга рыцаря Руджьера, которого его воинствующая невеста спасла от чар волшебницы Альчины. В существовавших либретто разрабатывалась одна из этих линий, в то время как Браччьоли включил в своё либретто весь сюжет оригинального произведения. «Неистовый Роланд» стал одним из 9 либретто, написанных Браччьоли по заказу венецианского театра Сан-Анджело.
Первая опера на либретто Браччьоли написана в 1714 году молодым композитором Джованни Альберто Ристори (1692—1753), вероятно, по заказу и под руководством Вивальди, который с 1713 по 1717 год был соруководителем театра Сан-Анджело. Рукопись оперы Ристори найдена в архиве Вивальди и свидетельствует, что некоторые сцены оперы дополнены и переписаны Антонио Вивальди, так что опера представляла собой пастиччо из музыки двух композиторов. За театральный сезон опера выдержала более 40 представлений.
В 1727 году Вивальди написал на то же либретто собственную оперу. Музыкальная мода 20-х годов XVIII века требовала ярких красок, танцевальных ритмов, мажорных тональностей, необычных тембров в оркестре, музыкального пиршества. Музыка "Неистового Роланда" выдержана в этом стиле и требует зрелищной и увлекательной постановки-феерии. Из-за того, что у театра уже были два одноимённых либретто, было принято решение переименовать произведение в более короткое «Роланд» («Орландо»). С таким названием опера и была поставлена в первый раз.
Вслед за первой постановкой опера несколько раз возобновлялась под названием «Неистовый Орландо».
Опера была возрождена во второй половине XX века. Современная жизнь оперы началась с записи в 1977 году под руководством К. Шимоне с Мэрилин Хорн в заглавной роли. «Неистовый Роланд» не сходит с оперной сцены во всём мире Арии из опер популярны в качестве концертных номеров.

## Действующие лица
| Партия                                             | Голос                                  | Примечания           |
| -------------------------------------------------- | -------------------------------------- | -------------------- |
| Роланд (Орландо), рыцарь, влюблён в Анжелику       | меццо-сопрано, сопрано или контратенор | У Вивальди — кастрат |
| Анжелика, принцесса Катая, возлюбленная Медора     | сопрано                                |                      |
| Альчина (Алькина), волшебница, влюблена в Руджьера | сопрано или меццо-сопрано              |                      |
| Брадаманта, возлюбленная Руджьера                  | контральто                             |                      |
| Медор, возлюбленный Анжелики                       | тенор                                  |                      |
| Руджьер, рыцарь, супруг Брадаманты                 | баритон или контртенор                 | У Вивальди — кастрат |
| Астольфо, товарищ Роланда, влюблён а Альчину       | бас                                    |                      |

## Сюжет
Место действия: волшебный остров Альчины

### Акт 1
На магический остров Альчины прибывает Анжелика. Она разыскивает своего возлюбленного, рыцаря Медора, и просит о помощи хозяйку острова, на что та даёт своё согласие. Между тем Анжелике приходится всячески отвергать ласки влюблённого в неё Роланда, и она уходит (ария Nel profondo). Отвергнутый рыцарь встречает на острове девушку по имени Брадаманта, также ищущую своего возлюбленного Руджьера.
Вскоре, потерпев кораблекрушение, на остров попадает и сам Медор. Альчина, выполняя своё обещание, сводит его и Анжелику вместе, что вызывает у Роланда ревность. Анжелика же, лелея надежду на то, что тот её покинет, обманывает его и говорит, что Медор лишь её брат.
Наконец на острове появляется и Руджьер. Альчина влюбляется в рыцаря и использует приворотное зелье, заставляя его полюбить её. Брадаманта застаёт их вместе и решает подслушать их разговор, но слышит лишь признания в любви и раскрывает себя. Она обвиняет Руджьера в измене, однако тот совсем не узнаёт Брадаманту, продолжая клясться в вечной любви Альчине (ария Sol da te mio dolce amore).

### Акт 2

#### Часть 1
Брадаманта не теряет надежду вернуть своего любимого. Она использует волшебное кольцо, чтобы снять чары с Руджьера, что её удаётся. Однако даже вновь возлюбленная им, Брадаманта ещё не готова забрать его обратно.

#### Часть 2
Анжелика и Медор клянутся друг другу в любви. Их свадьбе мешает лишь Роланд, ни на секунду не покидающий свою возлюбленную. У Анжелики появляется план, как избавиться от него: она посылает Роланда в пещеры, чтобы тот сразился с монстром и добыл для неё эликсир молодости. Только на месте он понимает, что попал в ловушку.
Пользуясь его отсутствием, Анжелика выходит замуж за Медора, и вдвоём они оставляют свои обеты на одном из деревьев. Тем временем Руджьер и Брадаманта примиряются, а Альчина благословит обе пары, хотя сама очень им завидует.
Осознав неверность Анжелики, Роланд спешит найти её и выкапывает себе выход из пещеры. Он находит то самое дерево, на котором Медор и Анжелика оставили свои клятвы, и понимает, что навсегда потерял возлюбленную. Роланд начинает сходить с ума.

### Акт 3
Брадаманта, Астольфо и Руджьеро считают, что Роланду грозит гибель, потому они отправляются к Альчине. Они находят её возле гигантской стены, за которой скрывается храм с прахом Мерлина — источником волшебных сил Альчины. В ярости она пытается прогнать непрошеных гостей, но их спасает волшебное кольцо Брадаманты. Волшебнице всё же удаётся пробить стену и добраться до храма.
Уже почти полностью обезумевший Роланд забегает в храм и находит там статую Мерлина. В потоке гнева он принимает его за свою бывшую возлюбленную — Анжелику, — и разрушает статую. Храм рушится, магические силы покидают Альчину и она исчезает, обещая отомстить (ария Anderò, chiamerò dal profondo).
В суматохе к Роланду возвращается рассудок. Он решает примириться с Анжеликой и благославляет её брак с Медором. Опера завершается хором, восхваляющим силу верной любви.

## Известные записи
- 1978: Marilyn Horne, Victoria de los Ángeles, Lucia Valentini Terrani, Carmen Gonzales, Sesto Bruscantini, Nicola Zaccaria; I Solisti Veneti, Claudio Scimone; Erato
- 1990 (video recording): Marilyn Horne, Susan Patterson, Kathleen Kuhlmann, Sandra Walker, William Matteuzzi, Jeffrey Gall, Kevin Langan; Orchestra and Chorus of the San Francisco Opera, Randall Behr, production by Pier Luigi Pizzi; Pioneer Artists/ArtHaus/Vision Video
- 2004: Marie-Nicole Lemieux, Jennifer Larmore, Veronica Cangemi, Ann Hallenberg, Philippe Jaroussky, Blandine Staskiewicz, Romina Basso, Lorenzo Regazzo; Ensemble Matheus; Jean-Christophe Spinosi; Naïve OP30393
- 2008: Anne Desler, Nicki Kennedy, Marianna De Liso, Luca Dordolo; Coro da Camera Italiano; Modo Antiquo, Federico Maria Sardelli. CPO